# Randia grayumii
Randia grayumii är en måreväxtart som beskrevs av John Duncan Dwyer och David H. Lorence. Randia grayumii ingår i släktet Randia och familjen måreväxter. Inga underarter finns listade i Catalogue of Life.